# Brette-les-Pins
Brette-les-Pins là một xã thuộc tỉnh Sarthe trong vùng Pays-de-la-Loire tây bắc nước Pháp. Xã này nằm ở khu vực có độ cao từ 61-139 mét trên mực nước biển.